# Teleférico de Benalmádena
El teleférico de Benalmádena es una telecabina situada, como su nombre indica, en el municipio español de Benalmádena, en la provincia de Málaga.
Se trata de un sistema de teleférico que comunica el núcleo urbano de Arroyo de la Miel con la cima del monte Calamorro, en la sierra de Mijas, a más de 700 m de altitud, desde donde se puede observar África en los días claros.
La infraestructura tiene una longitud 5565 m y un desnivel de 769 m, salvados en unos diez minutos. Desde su inauguración en el año 2000, se ha convertido en una de las principales atracciones turísticas de este municipio de la Costa del Sol.

## Acceso en transporte público
Existe una parada de autobús junto al parque de atracciones, llamada Teleférico de Benalmádena. Prestan servicio en esta parada las siguientes líneas de autobús adscritas al Consorcio de Transporte Metropolitano del Área de Málaga:
- M-112 Málaga-Mijas
- M-121 Torremolinos-Benalmádena-Mijas
- M-126 Benalmádena-Torremolinos [2]